# Albert Bredow

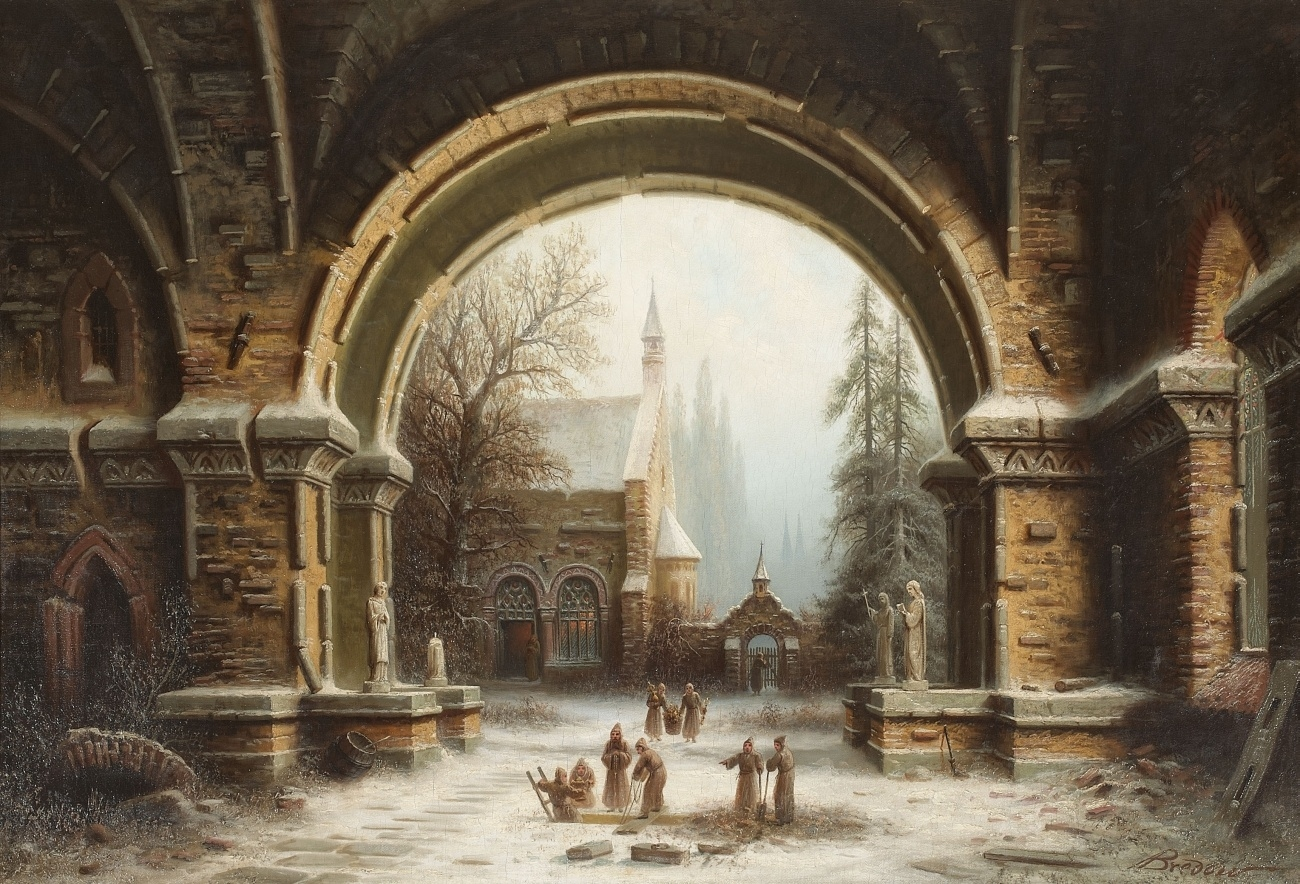
Klosterhof im Schnee

Albert Bredow (russ. Альберт Бредов, * 1828 in Deutschland; † 23. April/5. Mai 1899 in Moskau) war ein deutsch-russischer Landschaftsmaler, Lithograf und Bühnenbildner.
Sein Geburtsort in Deutschland und sein Kunststudium sind unbekannt. Er war seit 1852 in Riga, dann in Tallinn als Bühnenbildner tätig. 1856 kam er auf Einladung der Direktion der Kaiserlichen Theater nach Moskau. Er war von 1856 bis 1862 als Bühnenbildner der Moskauer Theater und von 1862 bis 1871 der Petersburger Theater tätig. Daneben beschäftigte er sich mit der Landschaftsmalerei. Seine Werke wurden vom Kritiker Wladimir Wassiljewitsch Stassow positiv bewertet.
In Petersburg erschien 1863 ein Album mit seinen Bühnenbildern zur Glinkas Oper „Ein Leben für den Zaren“. 1868 begann er sein Studium an der Petersburger Kaiserlichen Kunstakademie. Auf den Kunstausstellungen der Akademie stellte er seine Landschaften aus Deutschland und Russland aus.
Seine Entwürfe von Bühnenbildern befinden sich in den Sammlungen des Moskauer Bachruschin-Theatermuseums.